# Terinaea atrofusca
Terinaea atrofusca är en skalbaggsart som beskrevs av Bates 1884. Terinaea atrofusca ingår i släktet Terinaea och familjen långhorningar. Inga underarter finns listade i Catalogue of Life.